# Brett Guthrie
Steven Brett Guthrie (Florence, 18 febbraio 1964) è un politico statunitense, membro della Camera dei Rappresentanti per lo stato del Kentucky.

## Biografia
Nato in Alabama, Guthrie studiò all'United States Military Academy e dal 1987 al 1990 prestò servizio nell'esercito, dove fu ufficiale della 101st Airborne Division.
Entrato in politica con il Partito Repubblicano, nel 1999 venne eletto all'interno della legislatura statale del Kentucky e vi rimase fino al 2008, quando si candidò alla Camera dei Rappresentanti. Guthrie riuscì a farsi eleggere deputato e venne riconfermato anche nelle successive elezioni.
Sposato con Beth Clemmons, Guthrie è padre di tre figli.